# 沖電グローバルシステムズ
沖電グローバルシステムズ株式会社（おきでんグローバルシステムズ）は、沖縄電力グループの情報関連会社で、システムインテグレーター（ユーザー系）。本社は沖縄県那覇市古島。略称は「OGS（オージーエス）」または「沖電グローバル」が使われる。
沖縄電力のグループ内情報通信システムの開発・運用・保守業務を専門的に受託する情報子会社の必要性が高まり、1991年（平成3年）4月12日に設立。2002年（平成14年）4月に商号を「沖電情報サービス」から「沖電グローバルシステムズ」へ改称。

## 沿革
- 1991年4月 - 沖縄県浦添市牧港において沖縄電力株式会社の情報処理業務を専門的に受託する会社として設立
- 1992年12月 -  全事業所を那覇市古島のおきでん北那覇ビルへ移転
- 1993年5月 - 定款を一部変更（コンピューター及び周辺機器の賃貸借、情報通信ネットワークシステムの開発・保守）
- 1995年6月 - 定款を一部変更（定労働者派遣事業、発電・送電・配電通信用機械、機器、器具及び資材の販売業務、電気通信に関する事業）
- 1996年8月 - 沖縄通信ネットワーク株式会社の株式を取得
- 1997年11月 - 沖縄通信ネットワーク株式会社の増資による株式を取得
- 1999年2月 - 地図データ入力業務の受託を開始
- 2000年2月 - 一般第二種通信事業の認定を取得
- 2000年6月 - 定款を変更（広告業、測量業に関する事業）
- 2002年4月 - 商号を沖電情報サービス株式会社から沖電グローバルシステムズ株式会社に変更